# Tour Madou
 (mai 2022).
Si vous disposez d'ouvrages ou d'articles de référence ou si vous connaissez des sites web de qualité traitant du thème abordé ici, merci de compléter l'article en donnant les références utiles à sa vérifiabilité et en les liant à la section « Notes et références ».
La tour Madou, actuellement[Quand ?] connue sous le nom de Madou Plaza, est un gratte-ciel de style moderne situé place Madou à Saint-Josse-ten-Noode, une commune de l'agglomération bruxelloise, sur la « petite ceinture ».

## Historique
La tour Madou est un immeuble de 32 étages construit de 1963 à 1965 d'après les plans de Robert Goffaux et totalement rénové entre 2002 et 2003.
Acheté en 2001 par la Commission européenne, la tour abrite actuellement la DG COMP, DG COMM, DIGIT et IAS.[Quoi ?]

## Autour de la tour
- La construction de la tour a nécessité la destruction de nombreux cafés et restaurants réputés dont le plus célèbre était le Paon royal.
- Le cœur de la tour comprenant les cages d'ascenseur a été élevé en tout juste un mois, à raison d'un étage par jour.
- La rénovation de 2002 a entraîné la destruction de quelques immeubles de commerce chaussée de Louvain dont les plus connus étaient la papeterie Ballieu (fondée en 1908) et la poissonnerie Doms. Ces destructions ont permis le tracé d'une nouvelle voirie, la rue Léopold Lenders, qui relie la chaussée de Louvain à la rue Scailquin.
- Lors de la rénovation de 2002, la hauteur du toit a été portée de 112 à 120 m et la surface de 30 000 m2 à presque 40 000 m2.
- Le style architectural et la forme d'origine de la tour étaient comparables (en réduction) au MetLife Building à New York.

## Prix obtenu
La rénovation de la tour a remporté le MIPIM Award en 2006 dans la catégorie Rénovation d'immeubles de bureau.

## Les tours en Belgique
La tour Madou est la sixième plus haute tour belge, après la Tour du Midi (150 m), la Tour des Finances (144 m), la Tour UP-site (142 m) la Tour Rogier (137 m), la Iris Tower (137 m) toutes situées à Bruxelles.